# Rebecca Drysdale
Pour les articles homonymes, voir Rebecca et Drysdale.
Rebecca Drysdale, née en 1978 en Ohio, est une actrice, scénariste, productrice et réalisatrice américaine.

## Biographie
Rebecca Drysdale vit a Los Angeles. Elle est la sœur de l'acteur et scénariste Eric Drysdale (en).

Rebecca Drysdale est ouvertement lesbienne.

## Filmographie

### Comme actrice
- 1995 : Are You Afraid of the Dark? (série télévisée) : Chloé
- 2002 : Janey Van Winkle (court métrage) : Janey Van Winkle
- 2007 : UCB Comedy Originals (mini-série)
- 2010 : You Move Me (court métrage) : Dex
- 2012 : 30 Rock (série télévisée) : Becky
- 2013 : Enough Said
- 2014 : Kroll Show (série télévisée) : Patty
- 2014 : Orange Is the New Black (série télévisée) : Mazall
- 2014 : The League (série télévisée) : l'infirmière
- 2014 : The Mindy Project (série télévisée) : détective Olivia Guillette
- 2013-2014 : Key and Peele (série télévisée) : Madame Thénardier
- 2015 : WTF America (téléfilm) : Britt
- 2015 : Man Seeking Woman (série télévisée)
- 2015 : Weird Loners (série télévisée) : Toll Taker Miranda
- 2015 : Me Him Her : Kris
- 2015 : Ma mère et moi (The Meddler) : Dani
- 2015 : Transparent (série télévisée) : Sherlock
- 2017 : All Nighter : Lizzie
- 2018 : Max (téléfilm) : Donna Pinasco

### Comme scénariste
- 2007-2008 : The Big Gay Sketch Show (série télévisée) (9 épisodes)
- 2010 : You Move Me (court métrage)
- 2015 : Weird Loners (série télévisée) (1 épisode)
- 2012-2015 : Key and Peele (série télévisée) (54 épisodes)
- 2016 : Baskets (série télévisée) (2 épisodes)
- 2016 : H.R. Holiday Rules (court métrage)
- 2017 : Becks
- 2018 : High Maintenance (série télévisée) (1 épisode)

### Comme réalisatrice
- 2009 : UCB Comedy Originals (mini-série) (1 épisode)

### Comme productrice
- 2013-2015 : Key and Peele (série télévisée) (35 épisodes)
- 2016 : Baskets (série télévisée) (9 épisodes)